# Fontinalis bryhnii
Fontinalis bryhnii là một loài Rêu trong họ Fontinalaceae. Loài này được Limpr. mô tả khoa học đầu tiên năm 1908.